# Quand papa était femme de ménage
Quand papa était femme de ménage est un roman d'Anne Fine, publié en 1987 sous le titre anglais de Madame Doubtfire.
Ce roman n'eut pas un grand succès, avant son adaptation au cinéma sous le nom de Madame Doubtfire en 1993 par Chris Columbus. Le roman a également été adapté en pièce de théâtre.

## L'autrice
L'autrice, Anne Fine, (née à Leicester en 1947), fut enseignante pendant quelques années. Ses romans, caractérisés par une insolence et un humour dévastateurs, ont été acclamés par la critique.
Elle a obtenu pour ce livre :
- Le GuShortlisted for Observer Teenage Fiction Prize en 1987
- Le Shortlisted for Whitbread Children's Novel Award en 1987
- Le Runner-up for Guardian Children's Fiction Award en 1987

## Parutions
- Édition anglaise : Hamish Hamilton, 1987.
- Édition française : L'École des loisirs, 1990, Collection Neuf en poche  (ISBN 2211056172). Réédition après la parution du film, sous le titre Madame Doubtfire, par  L'École des loisirs, 1994, Collection Médium poche  (ISBN 2211023959).